# Grand-Lahou
För andra betydelser, se Grand-Lahou (olika betydelser).
Grand-Lahou är en ort i Elfenbenskusten. Den ligger i distriktet Lagunes i den södra delen av landet, 190 km söder om huvudstaden Yamoussoukro. Folkmängden uppgår till cirka 30 000 invånare.
Staden flyttades från kusten till sitt nuvarande läge på 1970-talet på grund av tilltagande erosion. De kvarvarande delarna av den gamla staden kallas sedan dess Lahou-Kpanda.